# 1965 en Suisse
Chronologie de la Suisse
- 1961
- 1962
- 1963
- 1964
- 1965
- 1966
- 1967
- 1968
- 1969

Chronologie de la Suisse
1964 en Suisse - 1965 en Suisse - 1966 en Suisse

## Gouvernement au1erjanvier 1965
- Conseil fédéral[1]:
  - Hans Peter Tschudi PSS, président de la Confédération
  - Hans Schaffner PRD, vice-président de la Confédération
  - Ludwig von Moos PDC
  - Willy Spühler PSS
  - Paul Chaudet PRD
  - Friedrich Traugott Wahlen UDC
  - Roger Bonvin PDC

## Évènements

### Janvier
Vendredi 8 janvier 
- Décès à Fribourg, à l’âge de 75 ans, du compositeur Aloys Fornerod.

 Vendredi 15 janvier 
- Inauguration du téléphérique du Moléson (FR).

 Mardi 26 janvier 
- Décès à Zurich, à l’âge de 79 ans, du sculpteur Otto Münch.

### Février
Lundi 1er février 
- Introduction de la publicité à la télévision suisse.

 Dimanche 14 février 
- Pour la deuxième fois de son histoire, le CP Berne devient champion de Suisse de hockey-sur-glace.

 Jeudi 18 février 
- Le Conseil fédéral reconnaît l’indépendance de la Gambie.

 Lundi 22 février 
- L'évêque Charles Journet est élevé au rang de cardinal.
- L’alpiniste italien Walter Bonatti réussit la première ascension hivernale en solitaire de la face nord du Cervin.

 Dimanche 28 février 
- Votations fédérales. Le peuple approuve, par 526 599 oui (57,7 %) contre 385 745 non (42,3 %), l’arrêté fédéral concernant la lutte contre le renchérissement par des mesures dans le domaine du marché de l'argent et des capitaux et dans celui du crédit.
- Votations fédérales. Le peuple approuve, par 507 739 oui (55,5 %) contre 406 447 non (44,5 %), l’arrêté fédéral concernant la lutte contre le renchérissement par des mesures dans le domaine de la construction.

### Mars
Dimanche 7 mars 
- Élections cantonales en Valais. Marius Lampert (PDC), Marcel Gross (PDC), Ernst von Roten (PDC) et Wolfgang Loretan (PDC) sont élus au Conseil d’État lors du 1er tour de scrutin.

 Dimanche 21 mars 
- Élections cantonales en Valais. Arthur Bender (PRD) est élu au Conseil d’État lors du 2e tour de scrutin.

 Mardi 23 mars 
- Le Conseil fédéral créé le Conseil suisse de la science, formé de treize personnes.

 Mercredi 31 mars 
- Les derniers tramways de Fribourg sont remplacés par des trolleybus et des autobus.

### Avril
Samedi 10 avril 
- Une manifestation marque le percement des derniers mètres de roches du tunnel routier du San Bernardino.

 Dimanche 25 avril 
- Élections cantonales à Neuchâtel. Gaston Clottu (PLS), Carlos Grosjean (PRD) et Jean-Louis Barrelet (PRD) sont élus au Conseil d’État lors du 1er tour de scrutin.

### Mai
Lundi 3 mai 
- Le Conseil fédéral porte, avec effet immédiat, la taxe supplémentaire sur les carburants de 7 à 12 centimes par litre.

 Mardi 4 mai 
- Décès à Genève, à l’âge de 89 ans, du sculpteur Carl Angst.

 Dimanche 9 mai 
- Élections cantonales à Neuchâtel. Fritz Bourquin (PSS) et Rémy Schläppy (PSS) sont élus au Conseil d’État lors du 2e tour de scrutin.

 Jeudi 13 mai 
- Décès, dans le lac de Neuchâtel, à l’âge de 31 ans, du poète Francis Giauque.

 Dimanche 16 mai 
- Votations fédérales. Le peuple approuve, par 347 059 oui (62,0 %) contre 212 784 non (38,0 %), la loi fédérale modifiant l'arrêté de l'Assemblée fédérale concernant le lait, les produits laitiers et les graisses comestibles.

 Vendredi 21 mai 
- 1 800 étudiants de l’Université de Fribourg manifestent pour réclamer l’aménagement d’un foyer et d’un restaurant universitaire.

 Samedi 22 mai 
- Décès à Bâle, à l’âge de 75 ans, du philosophe Heinrich Barth.

### Juin
Vendredi 11 juin 
- La Suisse orientale connaît des inondations catastrophiques. Un barrage sur la Murg a cédé.

 Dimanche 13 juin 
- Le Lausanne-Sport s’adjuge, pour la septième fois de son histoire, le titre de champion de Suisse de football.

 Mercredi 16 juin 
- L’Italien Franco Bitossi remporte le Tour de Suisse cycliste.

 Vendredi 25 juin 
- Décès à Zurich, à l’âge de 55 ans, de l’acteur Max Haufler.

 Lundi 28 juin 
- Décès, à l’âge de 78 ans, de Léon Nicole, ancien chef du parti du travail de Genève

### Juillet
Samedi 10 juillet 
- Décès, à Nyon (VD), à l’âge de 65 ans, du compositeur Jean Apothéloz.

 Mercredi 14 juillet 
- La Suissesse Yvette Vaucher est la première femme à gravir la face nord du Cervin.

### Août
Mercredi 4 août 
- Arrivée en Suisse du premier avion de combat Mirage IIIRS construit par Dassault Aviation.

 Vendredi 27 août 
- Fondation à Sion (VS) de la compagnie aérienne Air Glaciers.
- Décès à Roquebrune-Cap-Martin (France), à l’âge de 77 ans, de l’architecte Le Corbusier.

 Dimanche 29 août 
- Décès à Chexbres (VD), à l’âge de 79 ans, du peintre Wilhelm Gimmi.

 Lundi 30 août 
- Catastrophe sur le chantier du Barrage de Mattmark (VS). Un éboulement du Glacier de l'Allalin ensevelit 88 ouvriers sous la glace et les rochers.

### Septembre
Samedi 11 septembre 
- Première réunion à Novare (Piémont), des chambres de commerce de trois cantons suisses (Valais, Tessin et Grisons) et de sept provinces italiennes (Aoste, Bolzano, Côme, Novare, Sondrio, Varèse et Vercelli) pour chercher des solutions communes aux problèmes transfrontaliers.

 Lundi 13 septembre 
- Visite officielle du roi Frédéric IX de Danemark.

 Jeudi 16 septembre 
- Décès, à Winterthour (ZH), à l’âge de 80 ans, du collectionneur et mécène Oskar Reinhart.

 Mercredi 22 septembre 
- Décès à New York, à l’âge de 86 ans, de l’ingénieur Othmar Ammann, qui prit une part active dans la construction du Pont du Golden Gate à San Francisco et du Pont Verrazano à New York.

### Octobre
Dimanche 3 octobre 
- Les citoyens du Canton de Vaud approuvent la fusion de l’Église nationale et de l’Église libre.

 Lundi 11 octobre 
- Décès à l’âge de 82 ans, de l’ancien conseiller fédéral Walther Stampfli.

 Mardi 12 octobre 
- Décès à Bâle, à l’âge de 66 ans, de Paul Hermann Müller, Prix Nobel de médecine en 1948.

 Samedi 16 octobre 
- Décès à l’âge de 80 ans, de l’ancien conseiller fédéral Walther Stampfli

 Lundi 18 octobre 
- Décès à Ittigen (BE), à l’âge de 72 ans, de psychothérapeute et écrivain Hans Zulliger.

 Mardi 19 octobre 
- Le conseiller fédéral Friedrich Traugott Wahlen annonce sa démission pour raisons d'âge et de santé.

### Novembre
Lundi 1er novembre 
- Décès à Zurich, à l’âge de 70 ans, de l’aviateur Alfred Comte.

 Vendredi 5 novembre 
- Inauguration à Genève de l’Institut Henry-Dunant.

 Samedi 13 novembre 
- Décès à Prilly (VD), à l’âge de 72 ans, de l’écrivaine Catherine Colomb.

 Dimanche 21 novembre 
- Élections cantonales à Genève. André Ruffieux (Parti chrétien-social), André Chavanne (PSS), François Peyrot (PLS), Willy Donzé (PSS), Gilbert Duboule (PRD), Jean Babel (Parti chrétien-social) et Henri Schmitt (PRD) sont élus au Conseil d’État lors du 1er tour de scrutin.

### Décembre
Lundi 6 décembre 
- Décès à Bâle, à l’âge de 67 ans, du littérateur Walter Muschg.

 Mercredi 8 décembre 
- Élection au Conseil fédéral de Rudolf Gnägi (UDC).